# Élections générales tanzaniennes de 2015

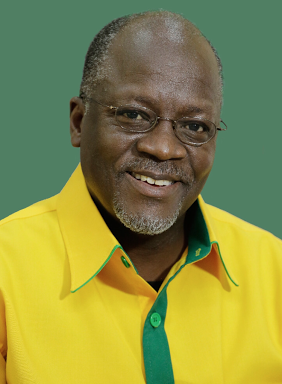
John Magufuli, président de la Tanzanie.

Les élections générales tanzaniennes de 2015 se tiennent le 25 octobre 2015, elles regroupent l'élection présidentielle et les élections législatives.

## Système électoral

### Calendrier électoral
21 août : publication des listes des candidats aux législatives et à la présidentielle
Du 22 août au 24 octobre : campagne électorale
25 octobre : jour de l'élection

## Contexte
Le Chama cha Mapinduzi (CCM) a remporté toutes les élections présidentielles et législatives depuis l'instauration du multipartisme en 1992, que ce soit au niveau national ou à Zanzibar (les premières élections multi-partis datent de 1995 et ont lieu tous les 5 ans). Cependant le Parti pour la démocratie et le progrès (CHADEMA) progresse aux élections générales de 2010 ainsi qu'aux élections locales de 2014